# Ana Martinez de Luco
Ana Martinez de Luco   (País Basc, 1960) és monja i fundadora del centre de reciclatge Sure We Can. Sure We Can és l'únic centre de reciclatge sense ànim de lucre de Nova York.
Els objectius d'Ana de Luco inclouen la creació de llocs de treball decent per a tothom, que inclouen immigrants, discapacitats, ancians, pobres i persones sense llar.

## Biografia
Ana de Luco es va convertir en monja a 19 anys. Va dirigir tallers, ensenyant a la gent sobre el funcionament de les cooperatives de treballadors. La seva afiliació religiosa és Germanes per a la Comunitat Cristiana.
De Luco es va traslladar a la ciutat de Nova York el 2004 i va fundar Sure We Can el 2007.
El 2016, va renunciar a la seva posició de direcció principal a Sure We Can.

## Galeria

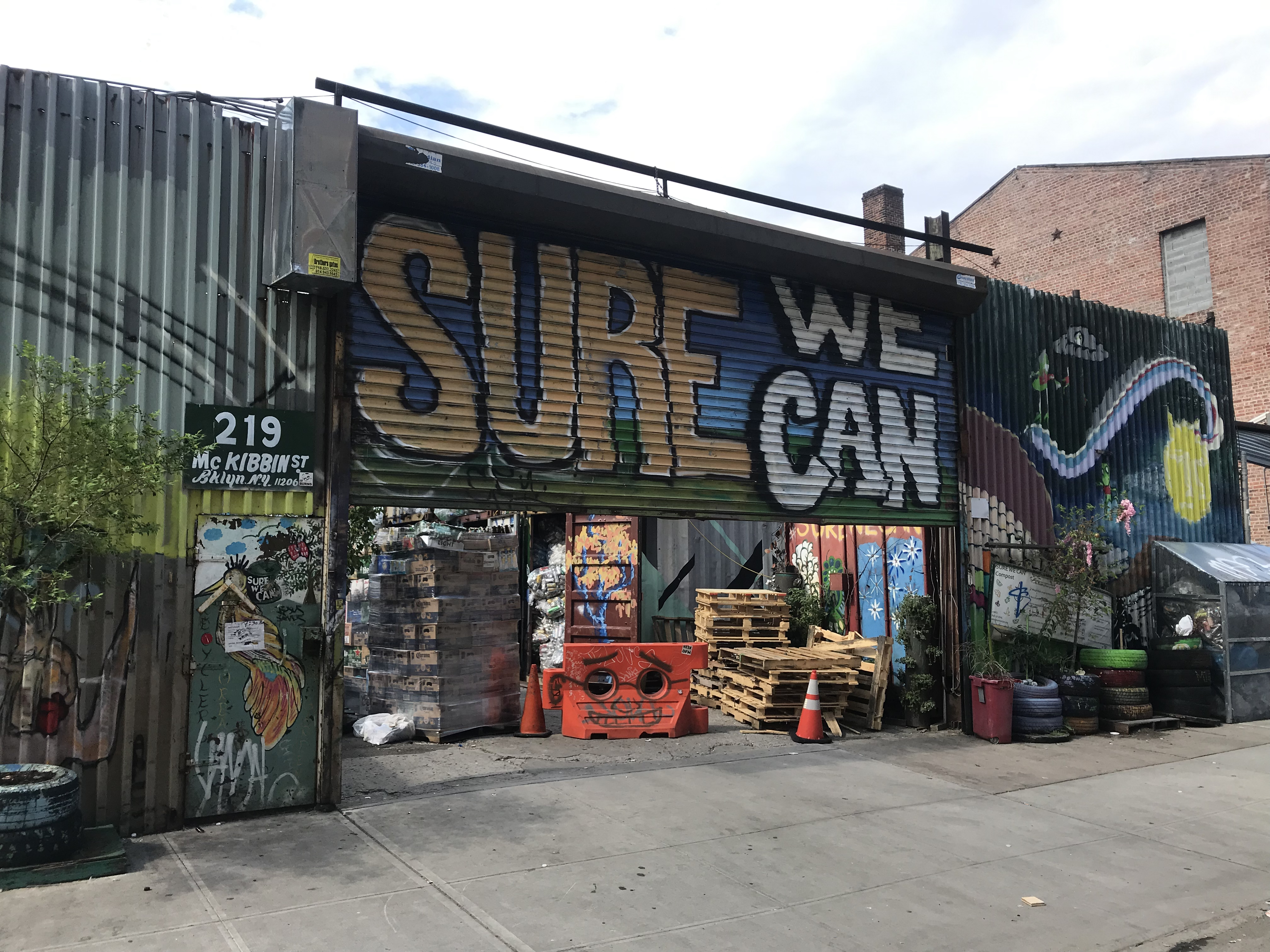
Centre de reciclatge Sure We Can de Brooklyn, Nova York - 2019
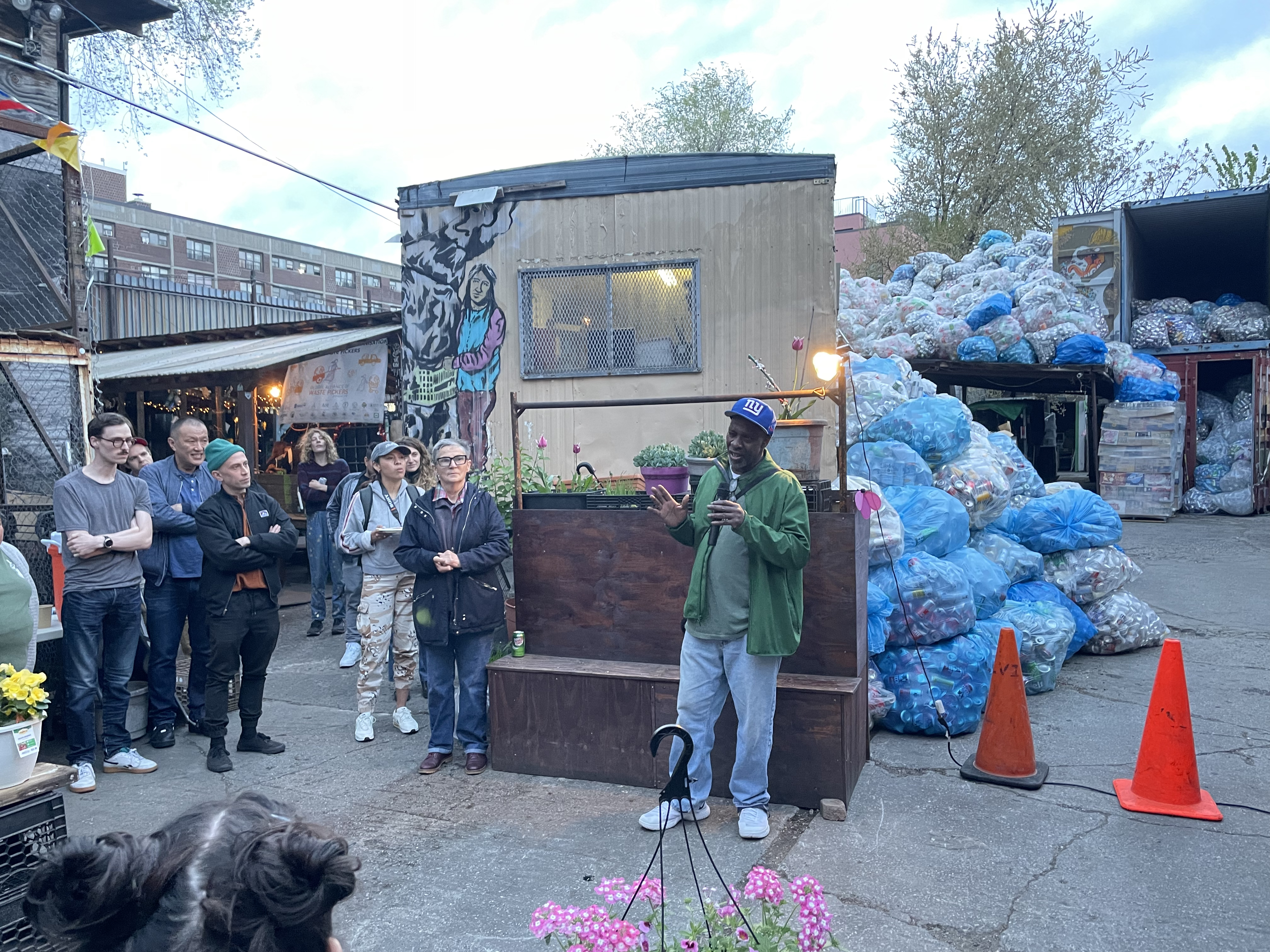
Ana i Eugene, fundadors de Sure We Can, a la celebració de la compra de lots McKibbin del Dia de la Terra 2023
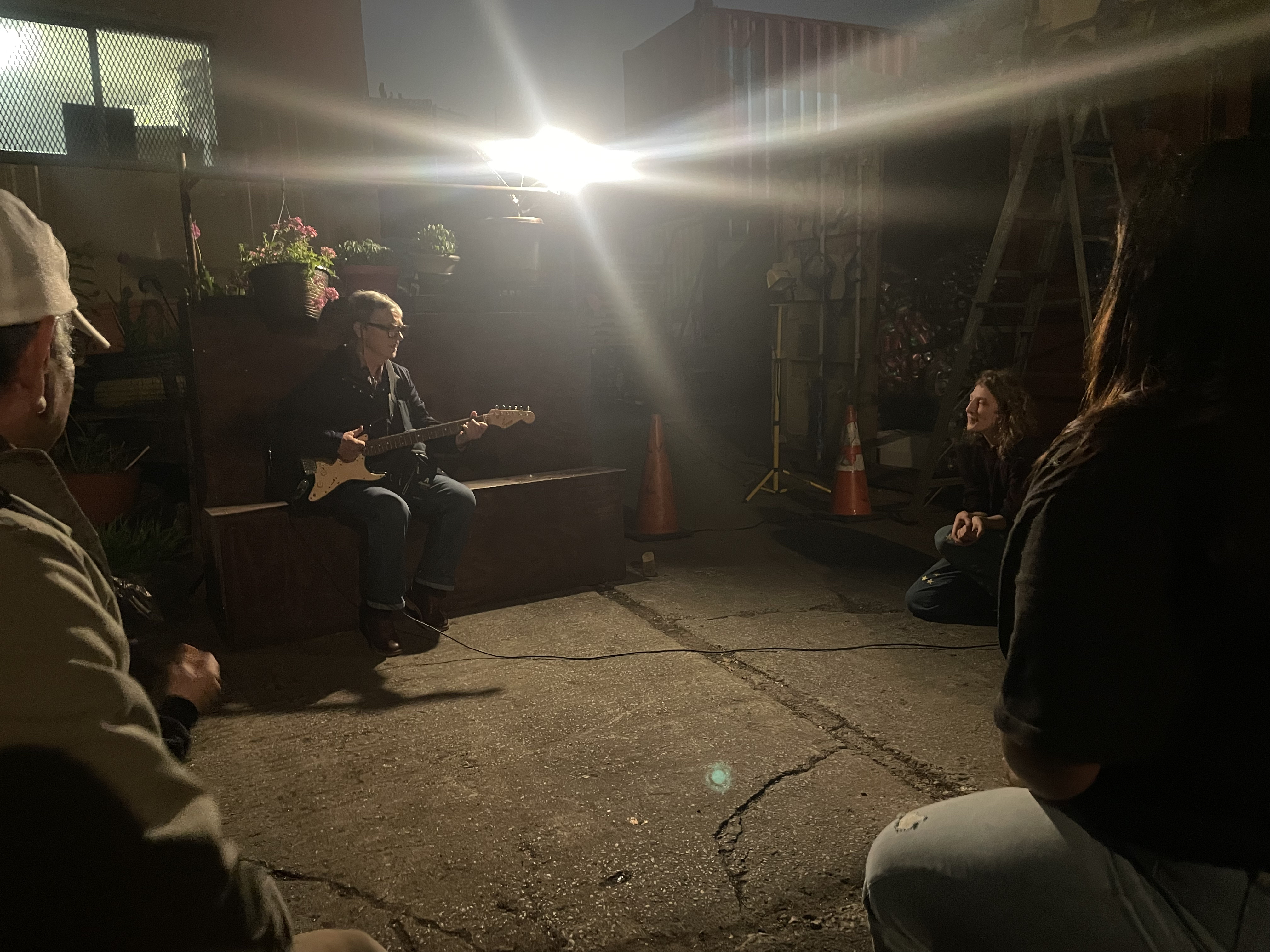
Ana Martínez de Luco toca la guitarra a la celebració del Dia de la Terra 2023